# Micrommata aragonensis
Micrommata aragonensis là một loài nhện trong họ Sparassidae.
Loài này thuộc chi Micrommata. Micrommata aragonensis được miêu tả năm 2004 bởi Urones.